# Video Processing Engine
El Video Processing Engine o VPE es una característica de la línea de procesadores gráficos GeForce de Nvidia que ofrece hardware dedicado para descargar partes de la decodificación y codificación de MPEG-2.
Fue introducido por primera vez con la GeForce 4 MX. Posteriormente, la GeForce Go FX 5700 implementó la versión VPE 3.0. El VPE más tarde se convirtió en PureVideo de Nvidia.

## VPE 1
Características del VPE 1:
- Decodificación de hardware MPEG2
- Cuantización inversa (IQ)
- Transformada de coseno discreta inversa (IDCT)
- Compensación de movimiento
- Funciones de conversión de espacio de color (CSC)
- Mezcla alfa de subimagen de hardware
- Desentrelazado adaptativo
- 5 grifos horizontales x 3 verticales Escalado y filtrado
- Mejoras de color de hardware independientes y control de intensidad digital
- Salida de componentes compatible con 720i y 1080i
- Generador de sincronización maestro para controlar los niveles de sincronización
- Entrelazador para generar modos entrelazados 480i y 1080i y un codificador de TV, que funciona en modo convertidor de digital a analógico (DAC) con Tri Level Sync. VPE es compatible con los dos primeros de estos elementos y todo lo que se requiere para enviar una placa gráfica con capacidad de salida YPrPb es un codificador de TV que admita sincronización de tres niveles y reemplazar el conector S-Video de 4 pines con uno de 9 pines.
- GeForce 4 420/440 go[2]

## VPE 2
Características del VPE 2:
- Modelos GeForce FX Go 5650, 5600, 5200 y 5100
- Procesador de mezcla de video (vmr)
- Motor de decodificación MPEG-2
- desentrelazado adaptativo
- Corrección gamma independiente dedicada
- Asistente de codificación MPEG-2
- Control de intensidad digital

## VPE 3.0
Características del VPE 3:
- Componente Salida de componente de alta definición
- Motor de decodificación de video MPEG-2 adecuado para reproducción de DVD, decodificación de HDTV y decodificación de transmisión de video de hasta 1920x1080[5]
- Desentrelazado adaptativo
- Corrección de gamma independiente y dedicada
- Escalado mejorado, filtrado, nitidez
- Codificar MPEG-2
- Video Mixing Renderer (VMR) permite la integración de video con otras ventanas 2d y 3d
- Control digital de intensidad 3
- Cuantificación inversa
- Transformación inversa del coseno discreto
- Compensación de movimiento
- Conversión de espacio de color
- Mezcla alfa de subimagen
- Motor de escalado
- Circuito de tramado

## Soporte del sistema operativo
El núcleo VPE SIP debe ser compatible con el controlador del dispositivo. El controlador del dispositivo proporciona una o varias interfaces, como por ejemplo VDPAU, VAAPI o DXVA. Una de estas interfaces es luego utilizada por el software del usuario final, como por ejemplo VLC media player o GStreamer, para acceder al hardware VPE y hacer uso de él.
El controlador de dispositivo patentado de Nvidia está disponible para múltiples sistemas operativos y se le ha agregado soporte para VPE. Además, está disponible un controlador de dispositivo gratuito llamado nouveau. Este controlador también es compatible con el hardware VPE.